# بنزیون نتانیاهو
بنزیون نتانیاهو (به عبری: בֶּנְצִיּוֹן נְתַנְיָהוּ؛ نام هنگام تولد: بنزیون مایلیکوفسکی، ۲۵ مارس ۱۹۱۰ – ۳۰ آوریل ۲۰۱۲)، تاریخ‌نویس، دانشنامه‌نویس و قرون‌وسطی شناس اسرائیلی بود. او به عنوان استاد تاریخ در دانشگاه کرنل فعالیت می‌کرد و محقق تاریخ یهودیت بود، همچنین از فعالان جنبش رویزیونیست صهیونیسم که در ایالات متحده برای حمایت از ایجاد دولت یهود لابی می‌کرد، به‌شمار می‌آمد. زمینه تخصصی او تاریخ یهودیان در اسپانیا بود و ویراستار دایرةالمعارف عبری، دستیار بنیامین آزکین و منشی شخصی زیو ژابوتینسکی بود.
نتانیاهو پدر بنیامین نتانیاهو نخست‌وزیر کنونی اسرائیل، یوناتان نتانیاهو فرمانده سابق سایرت متکل و ایدو نتانیاهو پزشک، نویسنده و نمایشنامه نویس بود.

## زندگی‌نامه
بنزیون مایلیکوفسکی (نتانیاهو) در شهر ورشو لهستان تقسیم شده که تحت کنترل روسیه بود از سارا (لوری) و نویسنده و فعال صهیونیستی  ناتان میلیکوفسکی متولد شد. ناتان یک خاخام بود که به اروپا و ایالات متحده سفر و در حمایت از صهیونیسم سخنرانی میکرد. پس از اینکه ناتان در سال ۱۹۲۰ خانواده را به فلسطین برد، نام خانوادگی را به نتانیاهو تغییر داد. پس از اقامت در یافا، تل آویو و سافد، خانواده او در اورشلیم ساکن شدند. بنزیون نتانیاهو در مدرسه علمیه معلمان و دانشگاه عبری اورشلیم تحصیل کرد. اگرچه پدرش خاخام بود، بنزیون سکولار بود. برادر کوچکتر او الیشا نتانیاهو ریاضیدان بود و رئیس علوم در Technion شد. در آن زمان برای مهاجران صهیونیست استفاده از یک نام عبری رایج بود. ناتان مایلیکوفسکی برخی از مقالات خود را با نام «نتانیاهو» امضا کرد، و پسرش این نام را به عنوان نام خانوادگی خود انتخاب کرد. او همچنین از نام مستعار «نیتای» استفاده میکرد. دو تن از عمه های او در جریان هولوکاست در سال ۱۹۴۱ به قتل رسیدند.
در سال ۱۹۴۴، نتانیاهو با ژیلا سگال (۱۹۱۲-۲۰۰۰) ازدواج کرد که در طول تحصیل در فلسطین با وی آشنا شد. این زوج سه پسر داشتند: یوناتان (۱۹۴۶-۱۹۷۶)، فرمانده سابق سایرت متکل ، که در عملیات رهبری عملیات عملیات انتبه کشته شد. بنیامین (متولد ۱۹۴۹)، نخست وزیر اسرائیل (۱۹۹۶–۹۹، ۲۰۰۹–۲۰۲۱، ۲۰۲۲–); و آیدو (متولد ۱۹۵۲)، پزشک، نویسنده و نمایشنامه نویس. این خانواده در خیابان هاپورتزیم در محله اورشلیم کاتامون زندگی می کردند. ژیلا نتانیاهو در سال ۲۰۰۰ درگذشت.

## فعالیت های صهیونیستی
بنزیون نتانیاهو تاریخ قرون وسطی را در دانشگاه عبری اورشلیم خوانده و طی تحصیلات خود در جنبش صهیونیسم تجدید نظر طلب فعال شد، جنبشی از افرادی که از جریان اصلی همتایان صهیونیست خود جدا شده بودند و معتقد بودند کسانی که در جریان اصلی بودند بیش از حد با مقامات بریتانیایی حاکم بر فلسطین آشتی‌جو هستند و از ناسیونالیسم یهودی ستیزه‌جوتر و راست‌گرا بیش از آنچه صهیونیست‌های کارگری که اسرائیل را در سال‌های اولیه آن رهبری می‌کردند، حمایت کردند. رویزیونیستها توسط ژابوتینسکی رهبری می شدند که اعتقاد او به لزوم ایجاد "دیوار آهنین" بین اسرائیل و همسایگان عرب بود که از دهه ۱۹۳۰ بر سیاست اسرائیل تأثیر گذاشته بود و به سبب آن نتانیاهو از دوستان نزدیک ابا اهمیر شد.
نتانیاهو در سالهای ۱۹۳۳-۱۹۳۴ از سردبیران ماهنامه عبری بتار(Betar) و سپس بین سالهای ۱۹۳۴-۱۹۳۵ سردبیر روزنامه رویزیونیست صهیونیستی هایاردن (Ha-Yarden) در اورشلیم بود  تا زمانی که مقامات قیمومیت بریتانیا به این روزنامه دستور توقف انتشار دادند. او سردبیر کتابخانه سیاسی صهیونیستی، اورشلیم و تل آویو در سالهای ۱۹۳۵-۱۹۴۰ بود.
در سال ۱۹۴۰، نتانیاهو به نیویورک رفت تا برای چند ماه به عنوان دستیار وزیر جابوتینسکی که به دنبال ایجاد حمایت آمریکا از صهیونیست های جدید مبارز خود بود خدمت کند. جابوتینسکی در همان سال درگذشت و نتانیاهو مدیر اجرایی سازمان جدید صهیونیستی آمریکا، رقیب سیاسی سازمان میانه‌روتر صهیونیستی آمریکا شد. او این سمت را تا سال ۱۹۴۸ حفظ کرد.
نتانیاهو به عنوان مدیر اجرایی یکی از رهبران جنبش رویزیونیست در ایالات متحده در طول جنگ جهانی دوم بود. در همان زمان، او دکترای خود را در کالج دراپسی برای یادگیری عبری و خویشاوندی در فیلادلفیا (در حال حاضر مرکز مطالعات پیشرفته یهودی در دانشگاه پنسیلوانیا) ادامه داد، و پایان نامه خود را در مورد اسحاق آبربنل(۱۴۳۷-۱۵۰۸)، یک محقق یهودی و دولتمردی که با تبعید یهودیان از اسپانیا مخالفت کرد به پایان رساند.
نتانیاهو به اسرائیل بزرگ اعتقاد داشت. هنگامی که در ۲۹ نوامبر ۱۹۴۷ طرح تقسیم سازمان ملل برای فلسطین منتشر شد ، او به دیگران پیوست که طوماری را علیه این طرح امضا کردند. این طومار در نیویورک تایمز منتشر شد. در آن زمان، او در تعامل با اعضای کنگره در واشنگتن دی سی فعال بود.
در سال ۱۹۴۹، او به اسرائیل بازگشت و در آنجا تلاش کرد تا یک حرفه سیاسی را آغاز کند اما شکست خورد. او معتقد بود که «اکثریت قریب به اتفاق اعراب اسرائیل اگر این گزینه را داشته باشند، ما را نابود خواهند کرد». او در دوران جوانی به شدت طرفدار ایده انتقال اعراب به خارج از فلسطین بود.
او در سال ۲۰۰۹ به معاریو گفت: «تمایل به درگیری ذات اعراب است. آنها ذاتاً دشمن هستند. شخصیت شان به آنها اجازه نمی دهد که مصالحه کنند. مهم نیست که با چه نوع مقاومتی روبرو شوند، چه مقاومتی داشته باشند. بهایی که آنها خواهند پرداخت. جنگی دائمی است.»